# Західний залізничний ВТТ
Західний залізничний ВТТ (рос. ЗАПАДНЫЙ ЖЕЛЕЗНОДОРОЖНЫЙ ИТЛ) — підрозділ, що діяв в структурі Головного управління виправно-трудових таборів Народного комісаріату внутрішніх справ СРСР (ГУЛАГ НКВД).
Західний залізничний ВТТ виділений в самостійний підрозділ у структурі НКВС в 1938 році на базі розформованого в тому ж році БАМЛАГу. Управління Західного залізничного ВТТ розташовувалося в місті Тайшет, Іркутська область. В оперативному командуванні він підпорядковувався Управлінню залізничного будівництва Далекосхідного головного управленіянія виправно-трудових таборів НКВД (УЖДС ДВ ГУЛАГ).
Західний залізничний ВТТ розформований в 1939 році.
Основним видом виробничої діяльності ув'язнених було залізничне будівництво на ділянці Тайшет — Братськ.

## Чисельність ув'язнених
- 1.10.1938 — 15 643,
- 1.2.1939 — 16 665,
- 1.7.1939 — 6079,
- 15.11.1939 — 1786.